# Staveley (Cumbria)
Staveley is een gehucht in het bestuurlijke gebied South Lakeland, in het Engelse graafschap Cumbria. Staveley ligt in de civil parish Kentmere.
Staveley heeft een oude kerk.